# Pteromalus solidaginis
Pteromalus solidaginis is een vliesvleugelig insect uit de familie Pteromalidae. De wetenschappelijke naam is voor het eerst geldig gepubliceerd in 1991 door Graham & Gijswijt.